# Salmo 139

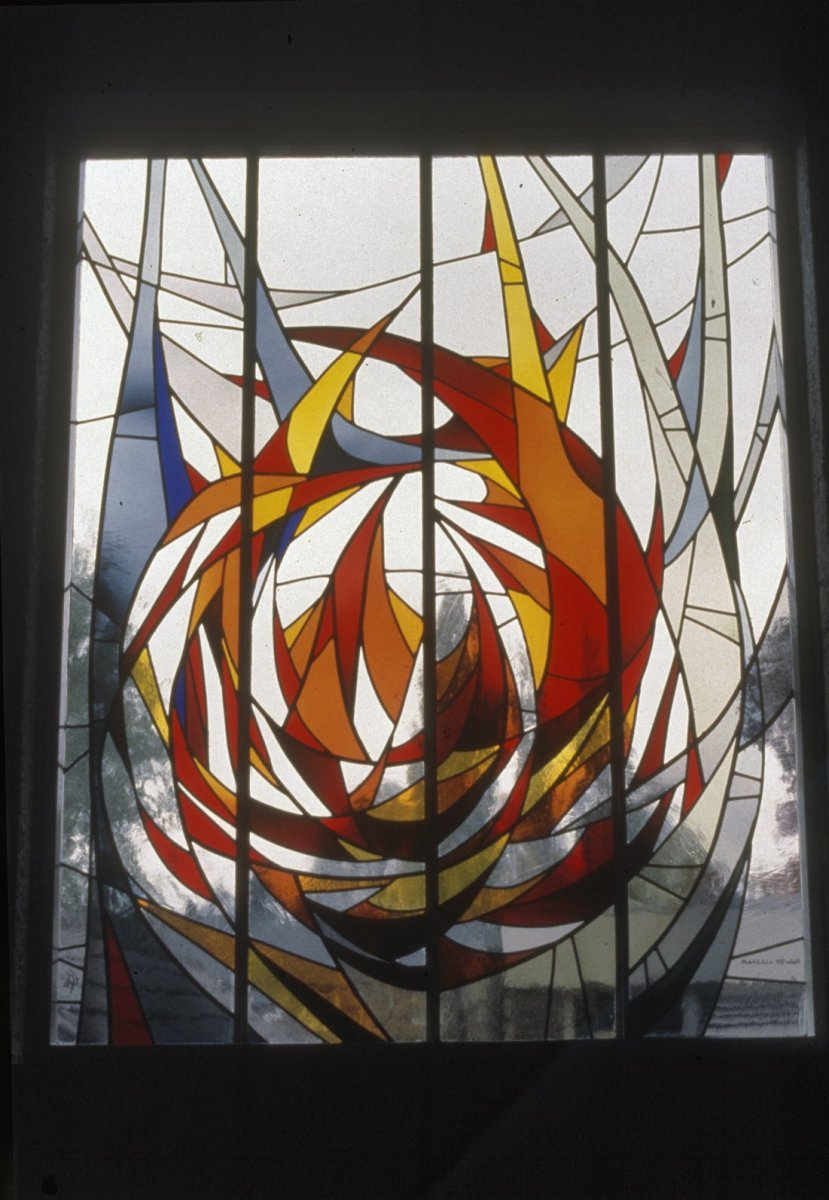
Una vidriera de 1983 de Ted Felen titulada «Salmo 139»

El Salmo 139 es el salmo 139 del Libro de los Salmos, que comienza en inglés en la versión de King James: «Oh Señor, tú me has examinado y conocido». En latín, se conoce como «Domine probasti me et cognovisti me». El salmo es un salmo himno. Atribuido a David, es conocido por su afirmación de la omnipresencia de Dios. Alexander Kirkpatrick afirma que «la conciencia de la íntima relación personal entre Dios y el hombre, característica de todo el Salterio, alcanza aquí su clímax».
En el sistema de numeración ligeramente diferente utilizado en la versión griega Septuaginta de la Biblia, y en la Vulgata, este salmo es el «Salmo 138».
El salmo forma parte habitual de las liturgias judía, católica, luterana, anglicana y otras liturgias protestantes. A menudo se ha puesto música.

## Antecedentes y temas
Según el Midrash Shocher Tov, el Salmo 139 fue escrito por Adán. Los versículos 5 y 16, por ejemplo, aluden a la formación del primer hombre. Abramowitz explica que los temas del salmo se relacionan con Adán, mientras que David escribió las palabras reales. El Salmo 139 forma parte de la colección davídica final de salmos, que comprende los salmos 138 a 145, que se atribuyen a David en el primer versículo.
El versículo 16 es el único lugar del Tanaj donde aparece la palabra גָּלְמִ֚י, de la misma raíz que el término golem. Al describir la creación de Adán hora a hora, el Talmud afirma que en la segunda hora el polvo de la tierra se reunió en un golem (gloss=masa informe) (Sanedrín 38b). Un Midrash sobre Génesis 5:1 también describe la creación de Adán como un golem de inmenso tamaño, que se extiende de un extremo de la tierra al otro. Esto se refleja en el versículo 16, en el que Adán le dice a Dios: «Tus ojos vieron mi golem».
El salmo se dirige a Dios, o, en la tradición judía, YHWH, y el orador proclama y establece un saludo y una comprensión de lo que saben que es Dios. El salmista continúa maravillándose de la omnipresencia de Dios incluso en los lugares más secretos, y alaba a Dios por su vasto conocimiento del futuro. Por último, el salmista concluye pidiendo a Dios que «mate a los malvados» y se oponga a ellos, asegurando a Dios su fervor, pidiendo ser probado y guiado por el camino correcto. El salmista alaba a Dios; términos de autoridad suprema, y ser capaz de presenciar todo en el cielo, la tierra y el inframundo.  A través de este salmo, el salmista insiste en que Dios es el único Dios verdadero y desafía a cualquiera a cuestionar su fe.

## Texto
La siguiente tabla muestra el texto en hebreo del Salmo con vocales, junto con el texto en griego koiné de la Septuaginta y la traducción al español de la Biblia del Rey Jacobo. Tenga en cuenta que el significado puede diferir ligeramente entre estas versiones, ya que la Septuaginta y el texto masorético provienen de tradiciones textuales diferentes. En la Septuaginta, este salmo está numerado como Salmo 138.
| #  | Hebreo                                                             | Español | Griego |
| -- | ------------------------------------------------------------------ | --- | --- |
| 1  | לַ֭מְנַצֵּחַ לְדָוִ֣ד מִזְמ֑וֹר יְהֹוָ֥ה חֲ֝קַרְתַּ֗נִי וַתֵּדָֽע׃                                 | (Al músico principal, salmo de David.) Señor, tú me has examinado y me conoces. | Εἰς τὸ τέλος· ψαλμὸς τῷ Δαυΐδ. - ΚΥΡΙΕ, ἐδοκίμασάς με, καὶ ἔγνως με·                                                            |
| 2  | אַתָּ֣ה יָ֭דַעְתָּ שִׁבְתִּ֣י וְקוּמִ֑י בַּ֥נְתָּה לְ֝רֵעִ֗י מֵרָחֽוֹק׃                               | Tú conoces mi sentarme y mi levantarme, tú comprendes mis pensamientos desde lejos.                                                                                                  | σὺ ἔγνως τὴν καθέδραν μου καὶ τὴν ἔγερσίν μου, σὺ συνῆκας τοὺς διαλογισμούς μου ἀπὸ μακρόθεν·                                   |
| 3  | אׇרְחִ֣י וְרִבְעִ֣י זֵרִ֑יתָ וְֽכׇל־דְּרָכַ֥י הִסְכַּֽנְתָּה׃                                   | Tú rodeas mi camino y mi descanso, y conoces todos mis caminos. | τὴν τρίβον μου καὶ τὴν σχοῖνόν μου ἐξιχνίασας καὶ πάσας τὰς ὁδούς μου προεῖδες,                                                 |
| 4  | כִּ֤י אֵ֣ין מִ֭לָּה בִּלְשׁוֹנִ֑י הֵ֥ן יְ֝הֹוָ֗ה יָדַ֥עְתָּ כֻלָּֽהּ׃                                | Porque no hay palabra en mi lengua, pero, he aquí, Señor, tú lo sabes todo. | ὅτι οὐκ ἔστι δόλος ἐν γλώσσῃ μου.                                                                                               |
| 5  | אָח֣וֹר וָקֶ֣דֶם צַרְתָּ֑נִי וַתָּ֖שֶׁת עָלַ֣י כַּפֶּֽכָה׃                                     | Me has cercado por detrás y por delante, y has puesto tu mano sobre mí. | ἰδού, Κύριε, σὺ ἔγνως πάντα, τὰ ἔσχατα καὶ τὰ ἀρχαῖα· σὺ ἔπλασάς με καὶ ἔθηκας ἐπ᾿ ἐμὲ τὴν χεῖρά σου.                           |
| 6  | (פלאיה) [פְּלִ֣יאָֽה] דַ֣עַת מִמֶּ֑נִּי נִ֝שְׂגְּבָ֗ה לֹא־א֥וּכַֽל לָֽהּ׃                         | Tal conocimiento es demasiado maravilloso para mí; es elevado, no puedo alcanzarlo.                                                                                                  | ἐθαυμαστώθη ἡ γνῶσίς σου ἐξ ἐμοῦ· ἐκραταιώθη, οὐ μὴ δύνωμαι πρὸς αὐτήν.                                                         |
| 7  | אָ֭נָֽה אֵלֵ֣ךְ מֵרוּחֶ֑ךָ וְ֝אָ֗נָה מִפָּנֶ֥יךָ אֶבְרָֽח׃                                     | ¿A dónde iré lejos de tu espíritu? ¿A dónde huiré de tu presencia? | ποῦ πορευθῶ ἀπὸ τοῦ πνεύματός σου καὶ ἀπὸ τοῦ προσώπου σου ποῦ φύγω;                                                            |
| 8  | אִם־אֶסַּ֣ק שָׁ֭מַיִם שָׁ֣ם אָ֑תָּה וְאַצִּ֖יעָה שְּׁא֣וֹל הִנֶּֽךָּ׃                                | Si subo al cielo, allí estás tú; si hago mi lecho en el infierno, allí estás tú. | ἐὰν ἀναβῶ εἰς τὸν οὐρανόν, σὺ ἐκεῖ εἶ, ἐὰν καταβῶ εἰς τὸν ᾅδην, πάρει·                                                          |
| 9  | אֶשָּׂ֥א כַנְפֵי־שָׁ֑חַר אֶ֝שְׁכְּנָ֗ה בְּאַחֲרִ֥ית יָֽם׃                                      | Si tomara las alas de la mañana y habitara en los confines del mar; | ἐὰν ἀναλάβοιμι τὰς πτέρυγάς μου κατ᾿ ὄρθρον καὶ κατασκηνώσω εἰς τὰ ἔσχατα τῆς θαλάσσης,                                         |
| 10 | גַּם־שָׁ֭ם יָדְךָ֣ תַנְחֵ֑נִי וְֽתֹאחֲזֵ֥נִי יְמִינֶֽךָ׃                                     | Incluso allí tu mano me guiará, y tu diestra me sostendrá. | καὶ γὰρ ἐκεῖ ἡ χείρ σου ὁδηγήσει με, καὶ καθέξει με ἡ δεξιά σου.                                                                |
| 11 | וָ֭אֹמַר אַךְ־חֹ֣שֶׁךְ יְשׁוּפֵ֑נִי וְ֝לַ֗יְלָה א֣וֹר בַּעֲדֵֽנִי׃                                | Si digo: «Ciertamente la oscuridad me cubrirá; incluso la noche será luz a mi alrededor».                                                                                            | καὶ εἶπα· ἄρα σκότος καταπατήσει με, καὶ νὺξ φωτισμὸς ἐν τῇ τρυφῇ μου·                                                          |
| 12 | גַּם־חֹשֶׁךְ֮ לֹא־יַחְשִׁ֢יךְ מִ֫מֶּ֥ךָּ וְ֭לַיְלָה כַּיּ֣וֹם יָאִ֑יר כַּ֝חֲשֵׁיכָ֗ה כָּאוֹרָֽה׃                  | Sí, la oscuridad no te es oculta, sino que la noche brilla como el día; la oscuridad y la luz son lo mismo para ti.                                                                  | ὅτι σκότος οὐ σκοτισθήσεται ἀπὸ σοῦ, καὶ νὺξ ὡς ἡμέρα φωτισθήσεται· ὡς τὸ σκότος αὐτῆς, οὕτως καὶ τὸ φῶς αὐτῆς.                 |
| 13 | כִּֽי־אַ֭תָּה קָנִ֣יתָ כִלְיֹתָ֑י תְּ֝סֻכֵּ֗נִי בְּבֶ֣טֶן אִמִּֽי׃                                  | Porque tú posees mis riñones; tú me cubriste en el vientre de mi madre. | ὅτι σὺ ἐκτήσω τοὺς νεφρούς μου, Κύριε, ἀντελάβου μου ἐκ γαστρὸς μητρός μου.                                                     |
| 14 | אוֹדְךָ֗ עַ֤ל כִּ֥י נֽוֹרָא֗וֹת נִ֫פְלֵ֥יתִי נִפְלָאִ֥ים מַעֲשֶׂ֑יךָ וְ֝נַפְשִׁ֗י יֹדַ֥עַת מְאֹֽד׃              | Te alabaré, porque soy una creación admirable y maravillosa; maravillosas son tus obras, y mi alma lo sabe muy bien.                                                                 | ἐξομολογήσομαί σοι, ὅτι φοβερῶς ἐθαυμαστώθης· θαυμάσια τὰ ἔργα σου, καὶ ἡ ψυχή μου γινώσκει σφόδρα.                             |
| 15 | לֹֽא־נִכְחַ֥ד עׇצְמִ֗י מִ֫מֶּ֥ךָּ אֲשֶׁר־עֻשֵּׂ֥יתִי בַסֵּ֑תֶר רֻ֝קַּ֗מְתִּי בְּֽתַחְתִּיּ֥וֹת אָֽרֶץ׃                 | Mi sustancia no te fue oculta cuando fui formado en secreto y entretejido en las partes más bajas de la tierra.                                                                      | οὐκ ἐκρύβη τὸ ὀστοῦν μου ἀπὸ σοῦ, ὃ ἐποίησας ἐν κρυφῇ, καὶ ἡ ὑπόστασίς μου ἐν τοῖς κατωτάτοις τῆς γῆς·                          |
| 16 | גׇּלְמִ֤י ׀ רָ֘א֤וּ עֵינֶ֗יךָ וְעַֽל־סִפְרְךָ֮ כֻּלָּ֢ם יִכָּ֫תֵ֥בוּ יָמִ֥ים יֻצָּ֑רוּ (ולא) [וְל֖וֹ] אֶחָ֣ד בָּהֶֽם׃ | Tus ojos vieron mi sustancia, aún imperfecta, y en tu libro estaban escritos todos mis miembros, que fueron formados en su continuo devenir, cuando aún no existía ninguno de ellos. | τὸ ἀκατέργαστόν μου εἶδον οἱ ὀφθαλμοί σου, καὶ ἐπὶ τὸ βιβλίον σου πάντες γραφήσονται· ἡμέρας πλασθήσονται καὶ οὐθεὶς ἐν αὐτοῖς. |
| 17 | וְלִ֗י מַה־יָּקְר֣וּ רֵעֶ֣יךָ אֵ֑ל מֶ֥ה עָ֝צְמ֗וּ רָאשֵׁיהֶֽם׃                                | ¡Cuán preciosos son para mí tus pensamientos, oh Dios! ¡Cuán grande es la suma de ellos!                                                                                             | ἐμοὶ δὲ λίαν ἐτιμήθησαν οἱ φίλοι σου, ὁ Θεός, λίαν ἐκραταιώθησαν αἱ ἀρχαὶ αὐτῶν·                                                |
| 18 | אֶ֭סְפְּרֵם מֵח֣וֹל יִרְבּ֑וּן הֱ֝קִיצֹ֗תִי וְעוֹדִ֥י עִמָּֽךְ׃                                 | Si los contara, serían más que la arena; cuando despierto, sigo contigo. | ἐξαριθμήσομαι αὐτούς, καὶ ὑπὲρ ἄμμον πληθυνθήσονται· ἐξηγέρθην καὶ ἔτι εἰμὶ μετὰ σοῦ.                                           |
| 19 | אִם־תִּקְטֹ֖ל אֱל֥וֹהַּ ׀ רָשָׁ֑ע וְאַנְשֵׁ֥י דָ֝מִ֗ים ס֣וּרוּ מֶֽנִּי׃                            | Ciertamente matarás al impío, oh Dios; apartaos de mí, hombres sanguinarios. | ἐὰν ἀποκτείνῃς ἁμαρτωλούς, ὁ Θεός, ἄνδρες αἱμάτων, ἐκκλίνατε ἀπ᾿ ἐμοῦ,                                                          |
| 20 | אֲשֶׁ֣ר יֹ֭מְרוּךָ לִמְזִמָּ֑ה נָשׂ֖וּא לַשָּׁ֣וְא עָרֶֽיךָ׃                                    | Porque hablan mal contra ti, y tus enemigos toman tu nombre en vano. | ὅτι ἐρισταί ἐστε εἰς διαλογισμούς· λήψονται εἰς ματαιότητα τὰς πόλεις σου.                                                      |
| 21 | הֲלֽוֹא־מְשַׂנְאֶ֖יךָ יְהֹוָ֥ה ׀ אֶשְׂנָ֑א וּ֝בִתְקוֹמְמֶ֗יךָ אֶתְקוֹטָֽט׃                          | ¿Acaso no aborrezco, Señor, a los que te aborrecen, y no me afligen los que se levantan contra ti?                                                                                   | οὐχὶ τοὺς μισοῦντάς σε, Κύριε, ἐμίσησα καὶ ἐπὶ τοὺς ἐχθρούς σου ἐξετηκόμην;                                                     |
| 22 | תַּכְלִ֣ית שִׂנְאָ֣ה שְׂנֵאתִ֑ים לְ֝אוֹיְבִ֗ים הָ֣יוּ לִֽי׃                                  | Los odio con odio perfecto: los considero mis enemigos. | τέλειον μῖσος ἐμίσουν αὐτούς, εἰς ἐχθροὺς ἐγένοντό μοι.                                                                         |
| 23 | חׇקְרֵ֣נִי אֵ֭ל וְדַ֣ע לְבָבִ֑י בְּ֝חָנֵ֗נִי וְדַ֣ע שַׂרְעַפָּֽי׃                                 | Examíname, oh Dios, y conoce mi corazón; pruébame y conoce mis pensamientos. | δοκίμασόν με, ὁ Θεός, καὶ γνῶθι τὴν καρδίαν μου, ἔτασόν με καὶ γνῶθι τὰς τρίβους μου.                                           |
| 24 | וּרְאֵ֗ה אִם־דֶּֽרֶךְ־עֹ֥צֶב בִּ֑י וּ֝נְחֵ֗נִי בְּדֶ֣רֶךְ עוֹלָֽם׃                                | Y ve si hay en mí algún camino malo, y guíame por el camino eterno. | καὶ ἴδε εἰ ὁδὸς ἀνομίας ἐν ἐμοί, καὶ ὁδήγησόν με ἐν ὁδῷ αἰωνίᾳ.                                                                 |

### Versión Reina-Valera 1960
1. Oh Señor, tú me has examinado y me conoces.
2. Tú conoces mi sentarme y mi levantarme, tú entiendes mi pensamiento de lejos.
3. Tú rodeas mi camino y mi acostarme, y estás familiarizado con todos mis caminos.
4. Porque no hay palabra en mi lengua, pero, he aquí, oh Señor, tú la sabes toda.
5. Me has rodeado por detrás y por delante, y has puesto tu mano sobre mí.
6. Tal conocimiento es demasiado maravilloso para mí; es alto, no puedo alcanzarlo.
7. ¿A dónde iré de tu espíritu? ¿O a dónde huiré de tu presencia?
8. Si subo al cielo, allí estás tú; si hago mi lecho en el infierno, he aquí, allí estás tú.
9. Si tomo las alas del alba y habito en los confines del mar,
10. incluso allí me guiará tu mano y me sostendrá tu diestra.
11. Si digo: «Ciertamente, las tinieblas me cubrirán», incluso la noche será clara a mi alrededor.
12. Sí, las tinieblas no te ocultan nada, pero la noche brilla como el día: las tinieblas y la luz son iguales para ti.
13. Porque tú posees mis riñones; tú me cubriste en el vientre de mi madre.
14. Te alabaré, porque fui formado de manera temible y maravillosa; maravillosas son tus obras, y eso lo sabe muy bien mi alma.
15. Mi sustancia no te fue oculta, cuando fui hecho en secreto, y curiosamente forjado en las partes más bajas de la tierra.
16. Tus ojos vieron mi sustancia, aunque imperfecta; y en tu libro estaban escritos todos mis miembros, que fueron formados poco a poco, cuando aún no existía ninguno de ellos.
17. ¡Cuán preciosos son para mí tus pensamientos, oh Dios! ¡Cuán grande es su suma!
18. Si los contara, serían más numerosos que la arena; cuando despierto, todavía estoy contigo.
19. Ciertamente, tú matarás a los malvados, oh Dios: apártate de mí, pues, hombres sanguinarios.
20. Porque hablan contra ti con maldad, y tus enemigos toman tu nombre en vano.
21. ¿No los odio yo, oh Señor, que te odian? ¿Y no me aflijo yo con los que se levantan contra ti?
22. Los odio con odio perfecto: los cuento por mis enemigos.
23. Examíname, oh Dios, y conoce mi corazón; pruébame y conoce mis pensamientos;
24. y ve si hay en mí camino de perversidad, y guíame en el camino eterno.

## Comentarios

### De la Iglesia católica

#### A todo el salmo
Este salmo (Sal 139) es el primero de súplica dentro del grupo atribuido a David (Sal 138–145), y prolonga la oración del desterrado del Salmo 137. Inspirado quizás en los sentimientos de David en su huida, expresa que, sin importar el lugar, el ser humano está siempre bajo la mirada y el juicio del Señor. Se perciben vínculos con el salmo anterior: los planes de Dios sobre el orante (cf. Sal 138,8) se profundizan aquí en su misterio insondable (Sal 139,17), y los enemigos personales del salmista (cf. Sal 138,7) son ahora vistos como enemigos de Dios mismo (Sal 139,22). La oración se vuelve así más intensa: el salmista reconoce a Dios como omnisciente, omnipotente, creador y juez justo. Por eso, este es uno de los salmos más profundos y bellos de toda la Escritura.
El texto se desarrolla en cuatro partes:
– Comienza afirmando que Dios conoce cada pensamiento y acción del salmista (vv. 1–6);
– luego expresa que no hay lugar donde pueda esconderse de su presencia (vv. 7–12);
– reconoce a Dios como quien lo formó en el seno materno y guía su vida con sabiduría (vv. 13–18);
– y concluye con una súplica: que desaparezca el mal y que Dios examine su interior y le conduzca por el camino recto (vv. 19–24). La súplica del final refleja con humildad lo que al principio se afirmaba como un hecho: que Dios ya lo conoce (v. 1).
Cuando un cristiano ora este salmo, renueva su conciencia de vivir bajo la mirada amorosa de Dios, con total confianza en Él. Reconoce en Cristo al que conoce lo más profundo del corazón (cf. Jn 2,25) y experimenta la acción del Espíritu Santo, que escruta hasta lo más íntimo (cf. 1 Co 2,10). El Salmo 139 es, así, una invitación a vivir en presencia de Dios con sinceridad, entrega y esperanza.

#### A los versículos 1-6
El salmo expresa la totalidad de las acciones humanas a través de pares opuestos: sentarse y levantarse, caminar y descansar (vv. 2-3). Estas acciones simbolizan la totalidad de la vida cotidiana y reflejan también los pensamientos, que Dios conoce incluso antes de que se formulen en palabras (v. 4). Sin embargo, frente a este conocimiento absoluto de Dios, el salmista reconoce su incapacidad para comprender plenamente los caminos divinos (vv. 5-6). Percibe que la presencia de Dios lo envuelve por completo y que todo lo que le ocurre proviene de Él, pero su sentido último escapa a su comprensión. Este sentimiento de desconcierto ante el actuar de Dios recuerda la experiencia de Job, quien también se sentía bajo una vigilancia divina que no lograba entender del todo (cf. Jb 13,27).

#### A los versículos 7-12
Intentar huir de la presencia o del actuar de Dios sería en vano, porque Él es omnipresente y su acción abarca todo lugar. Está tanto en lo más alto —«el cielo»— como en lo más profundo —«el sheol»— (v. 8); alcanza desde el extremo oriente —«las alas de la aurora»— hasta el límite occidental —«los confines del mar»— (v. 9); y su presencia no se ve limitada por la luz o la oscuridad, pues para Él la noche brilla como el día (vv. 11-12). Meditando sobre esta presencia constante de Dios, Teresa de Jesús escribía:

Ya sabéis que Dios está en todas partes. Pues claro está que adonde está el rey, allí dicen está la corte. En fin, que adonde está Dios, es el cielo. Sin duda lo podéis creer que adonde está Su Majestad está toda la gloria. Pues mirad que dice San Agustín que le buscaba en muchas partes y que le vino a hallar dentro de sí mismo. ¿Pensáis que importa poco para un alma derramada entender esta verdad y ver que no ha menester para hablar con su Padre Eterno ir al cielo, ni para regalarse con Él, ni ha menester hablar a voces? Por paso que hable, está tan cerca que nos oirá. Ni ha menester alas para ir a buscarle, sino ponerse en soledad y mirarle dentro de sí y no extrañarse de tan buen huésped; sino con gran humildad hablarle como a padre, pedirle como a padre, contarle sus trabajos, pedirle remedio para ellos, entendiendo que no es digna de ser su hija.

Estas palabras reflejan la certeza de que Dios está siempre cercano, acompañando cada paso, aún en los momentos de oscuridad o desconcierto.

#### A los versículos 13-18
Dios no solo está presente en todo lugar, sino que interviene activamente en toda la vida del ser humano: desde su concepción (v. 13) hasta los bienes que recibe a lo largo de su existencia. El salmista reconoce esta acción divina con gratitud (v. 14) y la explica resaltando, una vez más, la omnisciencia de Dios (vv. 15-16). Las imágenes del versículo 15 —«en secreto», «lo profundo de la tierra»— evocan el origen del ser humano en el seno materno, con referencias a su condición terrestre: creado de la tierra y destinado a volver a ella (cf. Gn 2,7). Estas mismas expresiones, en otros contextos, aluden también al lugar de los muertos. Dios conoce y tiene contados los días de cada persona (v. 16), algo que permanece oculto al entendimiento humano, pues sus designios superan toda capacidad de comprensión (vv. 17-18).
Comentando este pasaje, Clemente Romano escribió:

Siendo así que todo está presente ante Él y que Él todo lo contempla, tengamos temor de ofenderlo y apartémonos de todo deseo impuro de malas acciones, a fin de que su misericordia nos defienda en el día del juicio. Porque ¿quién de nosotros podría huir de su poderosa mano? ¿Qué mundo podría acoger a un desertor de Dios? (…) ¿En qué lugar, pues, podría alguien refugiarse para escapar de aquel que lo envuelve todo? Acerquémonos, por tanto, al Señor con un alma santificada, levantando hacia Él nuestras manos puras e incontaminadas; amemos con todas nuestras fuerzas al que es nuestro Padre, amante y misericordioso, y que ha hecho de nosotros su pueblo de elección.

Estas palabras reflejan el mismo espíritu del salmo: una actitud de humilde asombro y plena confianza ante el misterio de un Dios que todo lo conoce, todo lo dispone y nunca deja de acompañar a sus criaturas.

#### A los versículos 19-24
Ante la presencia del mal, al ser humano solo le queda recurrir a la voluntad de Dios, suplicando que lo libre de los impíos y violentos (v. 19), aquellos que blasfeman y rechazan sus designios (v. 20). El salmista se declara abiertamente en contra de ellos, asumiendo como propia la causa del Señor (vv. 20-21). Al mismo tiempo, pide que Dios examine la autenticidad de sus intenciones y lo conduzca por el camino correcto (vv. 23-24). La expresión «camino eterno» (v. 24) se refiere al camino de Dios, que es permanente y verdadero, y señala ya la aspiración a una comunión definitiva con Él, más allá de la muerte. Es una súplica que une la búsqueda de la rectitud con la esperanza de una vida en plenitud junto a Dios.

## Uso

### Judaísmo
- El Salmo 139 se recita durante la semana de Parashat Bereishit.[23][24]
- Los versículos 8-10 están incluidos en una Tefilat HaDerech (Oración del viajero) producida por el Proyecto Open Siddur;[25] De manera similar, los versículos 9 y 10 se incluyen en una versión reformista de la Oración del Viajero.[26]

### Iglesia católica
Desde la Edad Media, este salmo se recitaba o cantaba durante la oficina de Vísperas los jueves, según la Regla de San Benito, establecida en el año 530. Debido a su extensión, se dividió en dos, y a partir de «dixi: Tenebrae Forsitan conculcabunt me» (versículo 11) se ejecutó como una división. Así, las Vísperas del jueves tenían solo tres salmos en lugar de cuatro. 
En la actual Liturgia de las Horas, el Salmo 139 se recita en las Vísperas, pero también los miércoles de la cuarta semana. Para facilitar la comprensión se le asigna a cada salmo un título en rojo (rúbrica) que no forma parte del salmo. El título del Salmo 139 es Dios está en todas partes y lo ve todo. En la liturgia de la Misa, se toca o se canta para la Fiesta de San Juan Bautista.

### Otros
Tanto los movimientos abortistas como los LGBT han utilizado el Salmo 139:13 como bendición y fuente de apoyo para sus actividades. La Comisión de Ética y Libertad Religiosa de la Convención Bautista del Sur patrocina el Proyecto Salmo 139, cuyo objetivo es colocar máquinas de ultrasonido en los centros de crisis para embarazadas como medio para convencer a las mujeres embarazadas de que no aborten a su hijo nonato.

## Salmo 139 en música
El himno «Ob ich sitze oder stehe» (Ya sea que esté sentado o de pie), del género Neues Geistliches Lied, de Eugen Eckert, está basado en el Salmo 139.

### Música clásica
Heinrich Schütz compuso una paráfrasis métrica del Salmo 139 en alemán, «Herr, du erforschst mein Sinne», SWV 244, para el Salterio Becker, publicado por primera vez en 1628.
- Der 139. Psalm para contralto solista, coro mixto y orquesta» de Ernst Pepping
- Erforsche mich, Gott, und erfahre mein Herz, BWV 136, cantata de Johann Sebastian Bach para el octavo domingo después del de Trinidad
- Salmo 139 de William Gillies Whittaker
- Salmo 139 para contralto, coro mixto al unísono y órgano de Rudi Spring
- Salmo 139 para coro mixto de Johann Nepomuk David
- Salmo 139 de James O'Donnell, interpretado en Westminster Hall tras la muerte de Isabel II
- The Wings of the Morning, para voz media y piano, de David Evan Thomas
- Thou hast searched me and known me de Joanna Marsh
- Salmo 139 de Jan Rokus van Roosendael

### Jazz
- 139. Salmo para mezosoprano, trompeta, trombón y tuba de Franz Koglmann

### Música cristiana contemporánea
- «139/Dead of Night», del álbum de 2016 «Invisible», de Leeland, incorpora versículos del Salmo 139 como letra[33]
- «If I go up» de Eden Burning
- «Fearfully and Wonderfully Made» de Charlotte Martin
- «Ken je mij?» de Trijntje Oosterhuis
- «139» de Kings Kaleidoscope
- «Salmo 139» de Michael W. Smith
- «Salmo 139» de Sarah Reeves
- «Salmo 139 Far Too Wonderful» del álbum de 2015 Psalms II de Shane & Shane
- «Psalm 139 (You Are There)» de MercyMe[34]
- «There is no moment of my life» de Brian Foley[35]
- «Wings of the Morning» de Capleton y Method Man
- «You Will Be There» de Jeremy Camp
- «Psalm 139» del álbum de 1999 Skalleluia Too! de The Insyderz
- «O God, you search me and you know me» de Bernadette Farrell.[36]
- «Anywhere I Go» de Glad
- «Salmo 139», pista oculta del álbum de 1996 «God» de Rebecca St. James